# Torben Boye
Torben Boye, né le 2 mai 1966 à Aalborg au Danemark, est un footballeur danois évoluant au poste de défenseur central.
Joueur emblématique de l'Aalborg BK de 1984 à 2002, Torben Boye remporte deux championnats du Danemark. Il fait toute sa carrière dans ce même club, durant une carrière longue de 18 ans. Avec un total de 560 matchs joués, Torben Boye détient le record du joueur le plus capé dans l'histoire de l'Aalborg BK.

## Biographie

### En club
Né à Aalborg au Danemark, Torben Boye commence sa carrière dans l'un des clubs de sa ville natale, l'Aalborg BK, faisant ses débuts en novembre 1984 alors que le club évolue en troisième division, face au B 1908 Amager. Il est lancé par l'entraîneur d'alors, Peter Rudbæk. Boye participe ensuite à la montée du club dans les divisions supérieures jusqu'à l'élite du football danois.
Il s'impose à l'Aalborg BK comme un joueur incontournable, étant notamment le recordman du nombre de matchs joués pour le club avec 560 apparitions, faisant l'intégralité de sa carrière à l'Aalborg BK. Il remporte en tout deux championnats, prend part à cinq finales de coupes du Danemark et participe à la Ligue des champions avec l'Aalborg BK. Il met un terme à sa carrière professionnelle à l'âge de 36 ans en mai 2002. Torben Boye est reconnu comme étant une légende du club.

## Palmarès
Aalborg BK
- Championnat du Danemark (2) :
  - Champion : 1994-95 et 1998-99.
- Coupe du Danemark :
  - Finaliste : 1986-87, 1990-91, 1992-93, 1998-99 et 1999-00.